# Матч СССР — США по боксу 1975
Матч СССР — США по боксу 1975 года прошёл 19 января в Лас-Вегасе во дворце спорта «Сизарс-пэлас». Визит советской сборной начался и завершился в Нью-Йорке, на малой арене комплекса «Мэдисон-сквер-гарден».

## Официальный матч
Этот матч, как и три предыдущих матча, проведённых в США, окончились победой советских боксёров, со ставшим уже стандартным для матчей в Лас-Вегасе счётом 6:5. Матч проходил в равной борьбе. Решающим стал последний бой в тяжёлом весе, в котором Виктор Ульянич (Ростов-на-Дону) победил финалиста чемпионата мира Марвина Стинсона.
| Весовая категория | Победитель        | Соперник        | Результат                    |
| ----------------- | ----------------- | --------------- | ---------------------------- |
| до 48 кг          | Альберт Сандовал  | Евгений Юдин    | рассечение (3 раунд)         |
| до 51 кг          | Владислав Засыпко | Грег Ричардсон  | явное преимущество (3 раунд) |
| до 54 кг          | Давид Торосян     | Гел Ояла        |                              |
| до 57 кг          | Ховард Девис      | Анатолий Волков |                              |
| до 60 кг          | Василий Соломин   | Джэймс Кенти    |                              |
| до 63,5 кг        | Шугар Рэй Леонард | Анатолий Камнев |                              |
| до 67 кг          | Клинтон Джексон   | Валерий Удовик  | явное преимущество (3 раунд) |
| до 71 кг          | Леонид Шапошников | Джером Беннет   |                              |
| до 75 кг          | Вячеслав Лемешев  | Ирвин Хайнс     |                              |
| до 81 кг          | Мишель Докс       | Олег Коротаев   |                              |
| свыше 81 кг       | Виктор Ульянич    | Марвин Стинсон  |                              |

## Первый неофициальный матч
22 января состоялся неофициальный матч сборных в городе Стейтлайн (штат Невада) на арене High Sierra Theater гостиничного комплекса Sahara-Tahoe Hotel. Матч состоял из семи боёв, из которых советские боксёры выиграли шесть.
| Весовая категория | Победитель        | Соперник           | Результат                    |
| ----------------- | ----------------- | ------------------ | ---------------------------- |
| до 51 кг          | Бахтай Сапеев     | Лайонелл Харни     | нокаут (2 раунд)             |
| до 54 кг          | Давид Торосян     | Ир Ортега          | нокаут (2 раунд)             |
| до 67 кг          | Михаил Бычков     | Тилио Мальдонадо   | явное преимущество (2 раунд) |
| до 71 кг          | Бобби Хуарес      | Александр Журавлёв | ввиду повреждения (2 раунд)  |
| до 75 кг          | Вячеслав Лемешев  | Томми Саливан      | нокаут (2 раунд)             |
| до 75 кг          | Анатолий Климанов | Майк Кларк         |                              |
| свыше 81 кг       | Игорь Высоцкий    | Джеймс Чепмен      | явное преимущество (3 раунд) |

## Второй неофициальный матч
25 января состоялся второй неофициальный матч сборных в Сент-Луисе (штат Миссури). В этом матче боксировали представители семи весовых категорий (не состоялись бои в категориях до 57 кг и 60 кг) и советские боксёры снова одержали командную победу, на этот раз со счётом 4:3.
| Весовая категория | Победитель        | Соперник        | Результат                          |
| ----------------- | ----------------- | --------------- | ---------------------------------- |
| до 48 кг          | Клауделл Аткинс   | Евгений Юдин    |                                    |
| до 51 кг          | Владислав Засыпко | Джесси Давидсон |                                    |
| до 57 кг          | Бенджамин Стифф   | Анатолий Волков | бой не состоялся                   |
| до 60 кг          | Джэймс Кенти      | Василий Соломин | бой не состоялся                   |
| до 63,5 кг        | Милтон Севорд     | Анатолий Камнев |                                    |
| до 67 кг          | Клинтон Джексон   | Валерий Удовик  |                                    |
| до 71 кг          | Леонид Шапошников | Вильям Таттл    | отказ от продолжения боя (3 раунд) |
| до 75 кг          | Анатолий Климанов | Майкл Спинкс    |                                    |
| до 81 кг          | Леон Спинкс       | Олег Коротаев   |                                    |
| свыше 81 кг       | Виктор Ульянич    | Хилтон Уиллис   | нокаут (1 раунд)                   |

## Третий неофициальный матч
Третий неофициальный матч прошёл в Нью-Йорке 27 января. На матче присутствовало более четырёх тысячи зрителей. Не состоялись бои в категориях до 48 кг и 60 кг. Матч окончился победой советских боксёров со счётом 8:2.
| Весовая категория | Победитель        | Соперник        | Результат                    |
| ----------------- | ----------------- | --------------- | ---------------------------- |
| до 51 кг          | Бахтай Сапеев     | Луис Кертис     |                              |
| до 54 кг          | Деррик Холмс      | Давид Торосян   |                              |
| до 57 кг          | Ховард Девис      | Анатолий Волков | из-за повреждения (1 раунд)  |
| до 63,5 кг        | Анатолий Камнев   | Джон Салливан   |                              |
| до 67 кг          | Михаил Бычков     | Рузвельт Грин   |                              |
| до 71 кг          | Леонид Шапошников | Генри Банч      | явное преимущество (3 раунд) |
| до 75 кг          | Анатолий Климанов | Эл Фрекер       |                              |
| до 81 кг          | Олег Коротаев     | Эдди Девис      |                              |
| свыше 81 кг       | Виктор Ульянич    | Марвин Стинсон  |                              |
| свыше 81 кг       | Игорь Высоцкий    | Хилтон Уиллис   | нокаут (1 раунд)             |